# بيل أتكينسون
بيل أتكينسون (بالإنجليزية: Bill Atkinson)‏ (21 ديسمبر 1944 بسندرلاند في المملكة المتحدة - 24 يونيو 2013 في المملكة المتحدة) هو لاعب كرة قدم بريطاني في مركز جناح ‏. لعب مع برمنغهام سيتي ونادي توركي يونايتد ونونيتون بورو ‏.